# Dans les griffes de la Vipère
Dans les griffes de la Vipère est le cinquante-troisième album de la série Spirou et Fantasio.

## Univers

### Synopsis
Faisant face à un procès de famille de lecteurs pour incitation à la violence, le journal de Spirou est au bord du dépôt de bilan. Gil Coeur-Vaillant, un célèbre détective-explorateur va proposer son aide à Spirou et Fantasio. Il leur recommande un fonds d'investissement qui va prendre à sa charge les indemnités dues aux familles. L'hebdomadaire est sauvé mais Spirou est en fait tombé dans le piège de la Vipère, l'actionnaire principal du fonds d'investissement la "VIPER". Contractuellement à sa merci dans une villa de rêve sur une île paradisiaque du Pacifique des Îles Marmelade (fictives), notre héros ne va pas supporter longtemps cette cage dorée. Il va s'échapper de l'île et commencer une course poursuite avec les chasseurs de la Vipère d'abord au Guatchatcha (pays imaginaire d’Amérique du sud), puis à Champignac...

### Personnages

#### Personnages récurrents
- Spirou
- Fantasio
- Spip
- Seccotine
- Comte de Champignac

#### Nouveaux personnages
- Ninon : jeune admiratrice de Spirou, cherche à devenir stagiaire au Journal
- Gil Cœur-Vaillant : ex-héros des années 50-60, à l'image d'un Jean Valhardi
- Le patron de la Vipère : collectionneur cynique et impitoyable

## Historique
- La page consacrée à l'album 53 sur le site officiel de Spirou

### Documentation
- Henri Filippini, « Spirou et Fantasio, t. 53 : retour aux fondamentaux », dBD, no 70,‎ février 2013, p. 87.